# Leucauge regnyi
Leucauge regnyi este o specie de păianjeni din genul Leucauge, familia Tetragnathidae. A fost descrisă pentru prima dată de Simon, 1897. Conform Catalogue of Life specia Leucauge regnyi nu are subspecii cunoscute.